# Vejdovskyella
Vejdovskyella är ett släkte av ringmaskar. Enligt Catalogue of Life ingår Vejdovskyella i familjen glattmaskar, men enligt Dyntaxa är tillhörigheten istället familjen Naididae.
Kladogram enligt Catalogue of Life och Dyntaxa:
| Vejdovskyella | \| \| Vejdovskyella appendiculata \| \| \| \| \| \| Vejdovskyella comata \| \| \| \| \| \| Vejdovskyella hellei \| \| \| \| \| \| Vejdovskyella intermedia \| \| \| \| |
|               | \| \| Vejdovskyella appendiculata \| \| \| \| \| \| Vejdovskyella comata \| \| \| \| \| \| Vejdovskyella hellei \| \| \| \| \| \| Vejdovskyella intermedia \| \| \| \| |
|               | Vejdovskyella appendiculata |
|               | |
|               | Vejdovskyella comata |
|               | |
|               | Vejdovskyella hellei |
|               | |
|               | Vejdovskyella intermedia |
|               | |